# Паклене улице: Хобс и Шо
Паклене улице: Хобс и Шо (енгл. Fast & Furious Presents: Hobbs & Shaw) је амерички акциони филм из 2019. године у режији Дејвида Лича, а по сценарију Криса Моргана на основу ликова које је написао Гери Скот Томпсон, док су продуценти филма Двејн Џонсон, Дани Гарсија, Хајрам Гарсија, Џејсон Стејтам и Крис Морган. Наставак је филма Паклене улице 8 из 2017. године и девети филм у франшизи Паклене улице. Музику је компоновао Тајлер Бејтс.
Насловне улоге тумаче Двејн Џонсон као федерални агент Лук Хобс и Џејсон Стејтам као Декард Шо бивши оперативац специјалних снага Уједињеног Краљевства, док су у осталим улогама Идрис Елба, Ванеса Кирби, Хелен Мирен, Роман Ригинс, Клиф Кертис, Џош Мауга и Џон Туи. Филм је премијерно приказан 13. јула 2019. у Холивуду, док је у америчким биоскопима објављен 2. августа исте године.
Буџет филма је износио 200 милиона долара, а зарада је била 758,9 милиона долара.

## Радња
Двије године након догађаја из филма Паклене улице 8, федерални агент Лук Хобс (Двејн Џонсон) и бивши оперативац специјалних снага Уједињеног Краљевства Декард Шо (Џејсон Стејтам), двојица мушкараца који се међусобно не подносе, присиљени су да се удруже како би зауставили нову претњу која долази у виду сајбер-генетски појачаног међународног терористе Брикстона Лора (Идрис Елба), који је створио смртоносни вирус који би могао угрозити људску расу.
Филм Паклене улице: Хобс и Шо експлозивно отвара ново поглавље у филмском универзуму Паклене улице, распростирући се широм планете, од Лос Анђелеса до Лондона и од токсичних предела Чернобиља па све до раскошне лепоте Самое.

## Улоге
| Глумац         | Улога        |
| -------------- | ------------ |
| Двејн Џонсон   | Лук Хобс     |
| Џејсон Стејтам | Декард Шо    |
| Идрис Елба     | Брикстон Лор |
| Ванеса Кирби   | Хети Шо      |
| Хелен Мирен    | Магдален Шо  |
| Роман Рејнс    | Матео Хобс   |
| Клиф Кертис    | Џона         |
| Џош Мауга      | Тимо         |
| Џон Туи        | Кал          |